# Vivian Carter

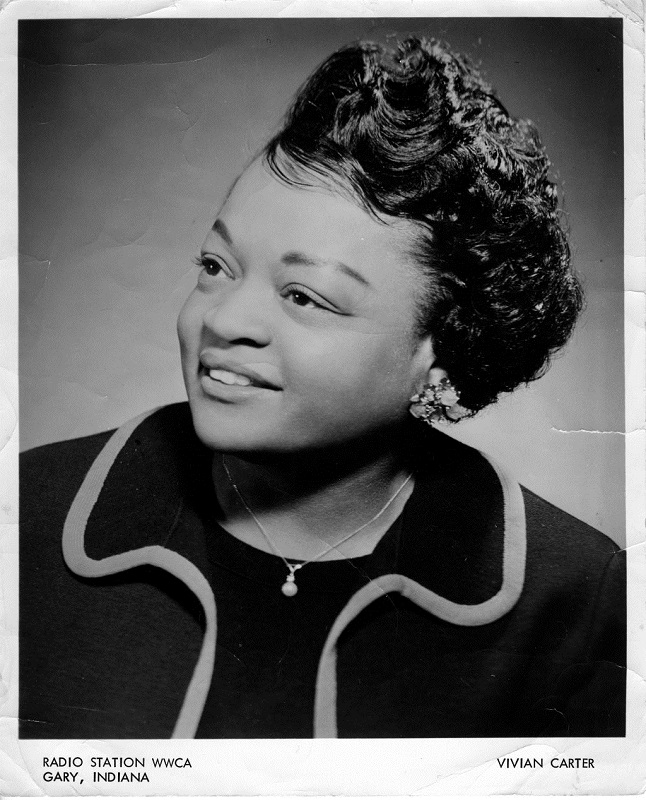
Vivian Carter

Vivian Carter (* 25. März 1921 in Tunica, Mississippi, USA; † 12. Juni 1989 in Gary, Indiana, USA) war zusammen mit ihrem zukünftigen Ehemann Jimmy Bracken Gründerin und Betreiberin des Musiklabels Vee-Jay Records. Carter war auch Radio-Discjockey in Gary (Indiana) und Chicago.

## Biografie
Carter wurde in Tunica (Mississippi) geboren und zog als Kind mit ihren Eltern nach Gary (Indiana).
1948 gewann Carter einen Talentwettbewerb, der von Al Benson beim Chicagoer Radiosender WGES durchgeführt wurde. Der Preis war eine Gelegenheit, einen fünfzehnminütigen Beitrag auf WGES zu moderieren, womit ihre Radiokarriere begann. Carter arbeitete drei Monate bei WGES, hatte jedoch finanzielle Probleme und kehrte nach Gary zurück, um in einem örtlichen Modegeschäft zu arbeiten, bis sie einen Job beim Sender WJOB in Hammond (Indiana) bekam. 1952 wechselte Carter zu WGRY und 1954 zu WWCA in Gary, wo sie sechs Abende pro Woche die Radioshow „Livin’ with Vivian“ moderierte.
1950 eröffnete Carter mit Jimmy Bracken, den sie 1944 kennengelernt hatte, in Gary den Plattenladen „Vivian’s Record Shop“. 1953 liehen sich Carter und Bracken 500 US-Dollar, um eine Plattenfirma zu gründen, deren Name „Vee-Jay Records“ sich aus den Initialen ihrer Vornamen zusammensetzte. Die erste Veröffentlichung des neuen Labels war Baby It’s You der lokalen Doo-Wop-Gruppe The Spaniels; die Single erreichte Platz zehn der Billboard Rhythm and Blues Charts. Carter und Bracken heirateten im selben Jahr.
In den 1950er und frühen 1960er Jahren entwickelte sich Vee-Jay unter der Führung von Carter und Bracken zu einem großen unabhängigen Plattenlabel mit Acts wie The Spaniels, Jimmy Reed, John Lee Hooker, Gene Chandler, Jerry Butler, Dee Clark, The Staple Singers und The Four Seasons, um nur einige Beispiele zu nennen. Aufgrund ihres Erfolgs mit den Four Seasons wurde Vee Jay von Transglobal Music Co., Inc. gebeten, Frank Ifields Single I Remember You zu veröffentlichen. Als Teil des Pakets erhielt Vee Jay die Rechte an Please Please Me und Ask Me Why von den Beatles, die 1963 veröffentlicht wurden (Katalognummer VJ 498). Vee Jay sicherte sich 1963 die amerikanischen Vertriebsrechte für die Beatles und verkaufte eine Million Exemplare von Introducing the Beatles, doch Vertragslücken und Klagen führten dazu, dass das Unternehmen sie an Capitol Records verlor.
Vee Jay Records, eines der erfolgreichsten Independent-Labels seiner Zeit, machte Carter zu einer wohlhabenden Geschäftsfrau. Mitte der 1960er Jahre geriet die Plattenfirma jedoch in finanzielle und rechtliche Schwierigkeiten. Carter, die später zugab, zu viel von der täglichen Unternehmensführung delegiert zu haben, konnte das Unternehmen nicht retten. 1964 war das Label bankrott, die Plattenproduktion wurde 1966 eingestellt.
Die Ehe mit Jimmy Bracken zerbrach; Bracken starb 1972. Carter arbeitete in der Stadtverwaltung von Gary, blieb aber auch weiterhin im Radio aktiv, als Late-Night-DJ bei WWCA in Gary. Mitte der 1980er Jahre verschlechterte sich ihr Gesundheitszustand. Teilweise gelähmt starb Vivian Carter 1989 in einem Pflegeheim.
2011 wurden Vivian Carter und Jimmy Bracken postum in der Kategorie „Non Performer“ in die Blues Hall of Fame aufgenommen.